# Kurhan, Lebedîn
Kurhan (în ucraineană Курган) este localitatea de reședință a comunei Kurhan din raionul Lebedîn, regiunea Sumî, Ucraina.

## Demografie
Componența lingvistică a localității Kurhan
     Ucraineană (94,83%)
     Rusă (4,86%)
     Alte limbi (0,31%)
Conform recensământului din 2001, majoritatea populației localității Kurhan era vorbitoare de ucraineană (94,83%), existând în minoritate și vorbitori de rusă (4,86%).